# Unter weißen Segeln – Odyssee der Herzen
Unter weißen Segeln – Odyssee der Herzen ist ein deutscher Fernsehfilm von Erwin Keusch aus dem Jahr 2005. Der vierte Teil der Fernsehreihe Unter weißen Segeln wurde am 11. März 2005 im Programm Das Erste erstmals ausgestrahlt. Als Gastdarsteller sind Michaela May, Fritz Wepper, Renan Demirkan, Juraj Kukura, Annett Renneberg, Simon Verhoeven, Gideon Singer, Katja Giammona, Loretta Stern und Florian Weber zu sehen. Gerit Kling verkörpert Saskia, die Cruise-Managerin, und Horst Janson den Kapitän Bernd Jensen.

## Handlung
Susanne Stellmann feiert mit ihrem griechischen Verlobten Stavros Panagos einen rauschenden Polterabend zu Füßen der Akropolis in Athen. Zu Susannes Empörung sind auch Christina und Manu geladen, die sich als Stavros‘ Ex-Freundinnen ausgeben und keine Gelegenheit auslassen, Susanne zu reizen. Während der Feier wird das Brautpaar mit K.-o.-Tropfen außer Gefecht gesetzt und findet sich am nächsten Morgen an Bord des luxuriösen Viermasters Star Clipper wieder. Wie sie bald feststellen, haben Stavros‘ Eltern Theo und Calypso für die gesamte Hochzeitsgesellschaft Passagen auf dem Schiff gebucht. Auch Susannes Eltern Michael und Claudia sind an Bord. Die dominante Calypso möchte die nun anstehende Kreuzfahrt nutzen, um die Liebe des jungen Paares auf den Prüfstand zu stellen und Susannes Eltern zu begutachten. Dafür hat sie auch Christina und Manu gewonnen, die in Wirklichkeit Stavros' Schwester und deren beste Freundin sind. In der Folge entwickelt sich ein Zweikampf zwischen Susanne und Calypso, in dem sich beide Frauen nichts schenken. Susanne behält schließlich die Oberhand und erlangt die Achtung ihrer künftigen Schwiegermutter.

## Kritik
TV Spielfilm schrieb: „Eine Odyssee durch ganz flache Gewässer!“